# Тихий океан (гостиница и театр)
«Тихий океан» — бывшее здание гостиницы и театра во Владивостоке. Сохранившееся до настоящего времени 3-этажное каменное здание на Светланской, 1, где они размещались, построено в 1894—1899 годах по собственному проекту купца А.А. Иванова. 

## История
Здание по адресу Светланская, 1 состоит из двух зданий, построенных в разное время в конце XIX в. и объединённых в результате реконструкции в 1910 году.
Угловая часть здания построена в 1894–1897 годах как гостиница «Тихий океан» (Hotel de la Mer Pacifique) владивостокским купцом 2-й гильдии Александром Александровичем Ивановым, уроженцем города Батума. По ходатайству Приамурского генерал-губернатора ему была выдана беспроцентная ссуда 35 000 рублей на 8 лет. Реальная стоимость строительства составила 100 тыс. рублей. Гостиница располагала 52 номерами со всеми удобствами по цене от 75 копеек до 7 рублей в сутки. Прислуга состояла из японцев и китайцев, владеющих английским и французским языками. Гостиница имела водяное отопление от стоявшей в глубине участка котельной и собственную электростанцию.
В 1899 году рядом с гостиницей построен одноимённый театр.
Из-за острой конкуренции с гостиницей и театром «Золотой Рог» (построены в 1903 году), а также экономических трудностей, связанных с русско-японской войной, А.А. Иванов в 1905 году обанкротился, а в 1906 году умер. Здание перешло в собственность Л.С. Радомышельского и Д.А. Циммермана, которые открыли здесь первый в городе кинотеатр. В 1909 году владельцем гостиницы и театра стал Георгий Дмитриевич Антипас, который начал перестраивать здания в жилой дом с магазинами на цокольном этаже. Перестройку завершил Русско-азиатский банк, который приобрёл здание в 1910 году. В 1919 году здание было экспроприировано Советской властью. С 1936 года по 1970-е годы здесь располагалось представительство «Дальэнерго», а затем некоторое время — общество слепых. В настоящее время это жилой дом.

## Архитектура
Дом выстроен в стиле эклектики. Представляет собой каменное трёхэтажное здание, Г-образное в плане. Выходит фасадами на угол Светланской и Пограничной улиц. Более длинной частью вытянуто вдоль Светланской улицы. Вдоль Пограничной, вследствие понижения рельефа, имеет один цокольный этаж. Дом строго расположен на углу квартала. Угловая часть характерно выделена небольшим выступом с плоскими лопатками и лёгкой креповкой карниза. Угол так же акцентирован завершением с квадратным куполом и небольшим шпилем.    
Фасад с улицы Светланской решён асимметрично. Главный вход подчёркнут выступом, имеющим балконы и аттик с криволинейным завершением. Правая часть фасада образует широкий выступ с более частым ритмом окон и балконами над выходом. Первый и цокольный этажи обозначены горизонтальным рустом и имеют большие квадратные окна-витрины. 
Специалисты музея Арсеньева отмечали, что дом, один из немногих в городе, имеет двор-колодец, которые чрезвычайно распространены в Санкт-Петербурге. Данный тип планировки не прижился во Владивостоке.
В оформлении фасадов прослеживаются элементы классицизма, барочное направление и вольная работа с пропорциями, что характерно для стиля эклектики. Полы выложены метлахской плиткой, популярной в годы строительства здания. Во Владивостоке полы многих исторических зданий выстланы подобной плиткой, в их числе здание музея Арсеньева, здание железнодорожного вокзала, здания Большого и Малого ГУМа.     